# Aristovoulos Petmezas
Aristovoulos Petmezas (in greco Αριστόβουλος Πετμεζάς?; fl. XIX secolo) è stato un ginnasta e tiratore a segno greco.

## Carriera
Partecipò alle gare di tiro a segno e di ginnastica delle prime Olimpiadi moderne che si svolsero ad Atene nel 1896.
Gareggiò nel cavallo, nella rivoltella militare e nella carabina militare, senza risultati di livello.